# Kolovrat (símbolo)

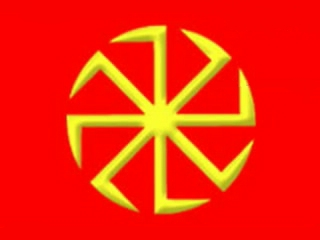
Kolovrat

El kolovrat (en esloveno, bosnio y croata, kolovrat; en polaco, kołowrót, en bielorruso колаўрат; en ucraniano коловорот; y en ruso, búlgaro y serbio, коловрат/kolovrat) es un símbolo de la mitología eslava.
El símbolo estaba dedicado al dios del sol Svarog y era denominado kolovrat
En la Edad Media, el uso del kolovrat para la decoración de cerámica era muy frecuente en las regiones eslavas. Las primeras apariciones de este símbolo son en artefactos eslavos en la región del Danubio inferior, en las actuales Valaquia y Moldavia, donde los eslavos estaban en contacto con los pueblos sármatas.[cita requerida]
Para los antiguos eslavos, el kolovrat (literalmente, «rueda giratoria», de kolo, «rueda» y vrat, «girar»), también conocido como «la rueda de Svarog»[cita requerida] era un símbolo mágico que representaba el poder del sol y del fuego. Se utilizaba a menudo a modo de ornamento para decorar utensilios rituales y urnas funerarias con las cenizas de los difuntos.
A comienzos del Renacimiento, el kolovrat dejó de utilizarse como ornamento de diversos utensilios, pero fue un motivo frecuente en los huevos de Pascua y sigue presente como elemento folclórico de las culturas eslavas.